# Герасимов, Антон Владимирович
Анто́н Влади́мирович Гера́симов (1 (14) августа 1900, Новгород — 23 июля 1978, Москва) — советский военачальник, в годы Великой Отечественной войны на командных должностях в ПВО, во время советско-японской войны командующий Приморской армией ПВО, генерал-полковник артиллерии (26.11.1956).

## Биография
Родился 1 (14) августа 1900 года в Новгороде, ныне Великий Новгород. Русский.
В Красной Армии с октября 1919 года, доброволец. Участник Гражданской войны в России. Воевал красноармейцем и ротным организатором в 13-м стрелковом полку 2-й стрелковой дивизии 7-й армии. Участник обороны Петрограда от Северо-Западной армии генерала Н. Н. Юденича. В 1920 году окончил Петроградские командные артиллерийские курсы, с октября 1920 года в 1-м запасном артиллерийском дивизионе Западного фронта (старший инструктор, командир взвода), с ноября 1920 года — в запасном артиллерийском дивизионе Кавказского фронта, с декабря 1920 — в запасном артиллерийском дивизионе 4-й армии Южного фронта (командир взвода). С января 1921 года служил в 46-м гаубичном артиллерийском дивизионе 46-й стрелковой дивизии (командир взвода, помощника командира батареи) и участвовал в боевых действиях против отрядов Н. Махно на Украине.
С июля 1921 года служил в 3-й Казанской стрелковой дивизии Харьковского военного округа (помощник командира и с сентября 1922 года командир батареи сводного гаубичного дивизиона). В 1923 году окончил Высшую военную артиллерийскую школу комсостава РККА в Детском Селе, вернулся в 46-ю сд, назначен помощником командира гаубичного дивизиона, в октябре 1924 года — помощником командира 3-го лёгкого артиллерийского полка по хозяйственной части (по октябрь 1928 года, когда его отправили учиться в академию).
В 1931 году окончил Военную академию РККА имени М. В. Фрунзе. С мая 1931 года — помощник командира 4-й артиллерийской бригады Ленинградского военного округа, с октября 1931 — начальник штаба 2-й артиллерийской дивизии ЛенВО. В декабре 1934 года направлен в командировку в Германию на должность помощника военного атташе. С августа 1939 года — начальник особой группы 5-го управления Красной Армии. С августа 1940 года — начальник отдела внешних сношений Генерального штаба РККА. В июне 1941 года, за несколько дней до начала войны, назначен начальником штаба Московской зоны ПВО.
С начала Великой Отечественной войны А. В. Герасимов оставался в этой должности, участвовал в организации отражения массированных налётов немецкой авиации на Москву. В ноябре 1941 года он назначен командующим Череповецко-Вологодского дивизионного района ПВО. С апреля 1942 года — первый заместитель командующего войсками Московского фронта ПВО. В конце июня 1943 года Московский фронт ПВО был преобразован в Особую Московскую армию ПВО и А. В. Герасимов назначен первым заместителем командующего и начальником штаба этой армии. С февраля 1945 года — начальник штаба Центрального фронта ПВО.
В конце апреля 1945 года на Дальнем Востоке была сформирована Приморская армия ПВО и генерал-лейтенант артиллерии А. В. Герасимов назначен её командующим. Умело организовывал противовоздушную оборону объектов и коммуникаций тыла, районов сосредоточения и группировки войск 1-го Дальневосточного фронта. В ходе советско-японской войны в августе 1945 года армия под его руководством частью сил участвовала в боевых действиях.
После войны в мае 1946 года А. В. Герасимов назначен командующим войсками Дальневосточного округа ПВО. С февраля 1947 года — начальник Военной академии артиллерийской радиолокации (с 1948 — Артиллерийская радиотехническая академия Вооружённых Сил СССР). С июля 1952 года — заместитель командующего Войсками ПВО страны. С сентября 1953 года по май 1954 года — помощник начальника Генерального штаба, с мая 1954 — заместитель Главнокомандующего Войск ПВО страны по радиотехническим войскам, с февраля 1957 года — заместитель министра обороны СССР по радиоэлектронике. С апреля 1964 года — первый заместитель начальника Генерального штаба по вооружению. С октября 1970 года — в Группе генеральных инспекторов МО СССР.
Антон Владимирович Герасимов скончался 23 июля 1978 года в Москве. Похоронен на Новодевичьем кладбище.

## Воинские звания
- майор (1935)
- полковник (26.11.1938)
- генерал-майор артиллерии (28.10.1941)
- генерал-лейтенант артиллерии (18.11.1944)
- генерал-полковник артиллерии (26.11.1956)

## Награды
- Два ордена Ленина (21.02.1945, …)
- Пять орденов Красного Знамени (28.10.1941, 3.11.1944, 8.09.1945, 2.09.1950, …)
- Орден Кутузова II степени (22.08.1944)
- Орден Отечественной войны I степени (29.03.1944)
- Орден «За службу Родине в Вооружённых Силах СССР» III степени (30.04.1975)
- Медаль «В ознаменование 100-летия со дня рождения Владимира Ильича Ленина»
- Медаль «За оборону Москвы»
- Медаль «За победу над Германией в Великой Отечественной войне 1941—1945 гг.»
- Медаль «За победу над Японией»
- Медаль «20 лет Победы в Великой Отечественной войне 1941—1945 гг.»
- Медаль «30 лет Победы в Великой Отечественной войне 1941—1945 гг.»
- Медаль «Ветеран Вооружённых Сил СССР»
- Медаль «20 лет Рабоче-Крестьянской Красной Армии»
- Медаль «30 лет Советской Армии и Флота»
- Медаль «40 лет Вооружённых Сил СССР»
- Медаль «50 лет Вооружённых Сил СССР»
- Медаль «60 лет Вооружённых Сил СССР»
- Медаль «В память 800-летия Москвы»

иностранные награды
- Орден «За боевые заслуги» (Монголия, 06.07.1971)[1]
- Медаль «За укрепление дружбы по оружию» золотой степени (ЧССР, май 1970)[2]
- Медаль «30 лет Халхин-Гольской Победы» (Монголия, 15.08.1969)
- Медаль «50 лет Монгольской Народной Армии» (Монголия, 15.03.1971)
- Медаль «50 лет Монгольской Народной Революции» (Монголия, 16.12.1971)